# Heraclia longipennis
Heraclia longipennis är en fjärilsart som beskrevs av Walker 1854. Heraclia longipennis ingår i släktet Heraclia och familjen nattflyn. Inga underarter finns listade i Catalogue of Life.